# USS LST-28

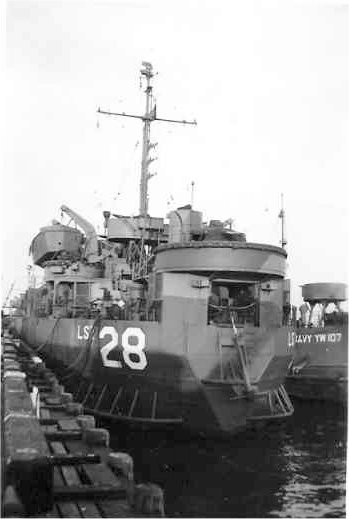
USS LST-28 (localização desconhecida)

O USS LST-28 foi um navio de guerra norte-americano da classe LST que operou durante a Segunda Guerra Mundial.